# Plagithmysus swezeyi
Plagithmysus swezeyi là một loài bọ cánh cứng trong họ Cerambycidae.